# درب الرهبة (فلم)
درب الرهبة  فيلم دراما مصري للمخرج علي عبد الخالق عام 1990 عن قصة الكاتب الروائي إسماعيل ولي الدين الصادرة عام 1985 تحت نفس العنوان، وكتب السيناريو والحوار السيناريست مصطفى محرم. الفيلم من بطولة نبيلة عبيد، صلاح السعدني، أحمد بدير، حسن الأسمر، وأحمد توفيق  وتدور الأحداث حول ابتسام التي يتم القبض عليها، رغم براءتها، أثناء تواجدها مع صديقة وعشيقها كمال متلبسين بجريمة الزنا. تتمكن ابتسام من الهرب إلى أسوان وتبوح لرجل، وثقت به، بمشكلتها فيلجأ لكمال ليشهد ببراءتها.
صدر الفيلم إلى دور العرض المصرية في 5 نوفمبر 1990.
العرض الأول: دار سينما كايرو بوسط القاهرة.
منح موقع قاعدة بيانات الأفلام العربية «السينما.كوم» الفيلم درجة 5.4/ 10.

## طاقم التمثيل
نبيلة عبيد: في دور إبتسام خيري عبد الدايم
صلاح السعدني: في دور محمد مسعد (موظف في محكمة الأقصر)
أحمد بدير: عادل أبو الفضل (صاحب فندق «درب الرهبة» بالأقصر)
حسن الأسمر: في دور فتحي الأسمر (مدير الفندق)
أحمد توفيق: في دور كمال شهدي (الكاتب السياسي)
هندية: في دور عليه أبو العطا
خالد الصاوي: في دور ضابط الشرطة
فاطمة فؤاد: في دور مذيعة التلفزيون
هانم محمد: في دور وجيدة (والدة عادل أبو الفضل)
كمال الزيني: في دور إسماعيل (مسئول حكومي كبير)
رأفت راجي: في دور طه أبو المجد (المحامي صديق محمد مسعد)
حسين الشريف: في دور مجدي (ضابط مباحث الأقصر)
عبد الغني ناصر: في دور علي عبد العظيم (المحامي)
أحمد أبو عبية: في دور خال عادل
مطاوع عويس: في دور رجل في شجار مع زوجاته في المحكمة
فايزة عبد الجواد: في دور سيدة تطعن زوجها في المحكمة
بالاشتراك مع: ناريمان – هاني محيى الدين – عدوي غيث – سيد حاتم – عزه بكير – بدرية عبد الجواد – عبد الله حفني – حللي محمد – حلمي الغمراوي 

## أغاني الفيلم
أغنية القطار
كلمات: رفعت الصريف – ألحان: سامي علي – غناء: حسن الأسمر
كتاب حياتي
كلمات: يوسف طه – ألحان: حسن عبد العزيز – غناء: حسن الأسمر
تسجيل الاغاني: ستوديو النهار (مهندس: عمر فوده)

## أحداث الفيلم
تتابع إبتسام خيري عبد الدايم (نبيلة عبيد) برنامج تلفزيوني وهي ممدده على أريكة، في ثياب النوم، أثناء مبيتها في بيت صديقتها علية أبو العطا (هندية). يدق الباب وعندما تفتح إبتسام الباب، يندفع رجال الشرطة داخل البيت ويجدوا الصديقة «علية» في الفراش مع صديقها الكاتب السياسي المعروف كمال شهدي (أحمد توفيق). تصرخ إبتسام التي تجهل ما يحدث بينما يوجه كمال لضباط الشرطة كلمات يندد بها ويصرح بأن ما يحدث هو مؤامرة من أعداء يعرفهم. وعند قسم شرطة الزيتون تجد إبتسام عشرات الصحفيين بآلات التصوير، وقبل كتابة المحضر يطلب رجال الشرطة من كمال التوجه لحجرة في قسم الشرطة حيث ينتظره إسماعيل بك (كمال الزيني)، المسئول الكبير من الحزب الحاكم، ويتم الاتفاق مع شهدي على الإنضمام للحزب والعمل برئاسة تحرير جريدة الحزب، وأيضا التخلي عن علية وابتسام. أثناء اصطحاب رجال الشرطة لابتسام من مبنى النيابة يتصادف وجود رجل (مطاوع عويس) في شجار مع زوجاته الثلاثة حيث تستل إحداهن (فايزة عبد الجواد) سكين وتطعن الزوج ليسقط ويهرول رجال الشرطة تاركين إبتسام التي تلوذ بالفرار. تستقل سيارة أجرة إلى محطة القطار وتسارع إلى القطارات دون دفع أجرة السيارة، تصعد إلى قطار لا تعرف وجهته وتجلس إلى جوار رجل، عادل أبو الفضل (أحمد بدير)، وتدعي أنها فقدت محفظتها وبطاقة الصعود للقطار. يتطوع عادل بدفع قيمة بطاقتها ويطلب من إبتسام الحضور لفندق صغير يمتلكه في الأقصر أسمه «درب الرهبة»، ويقدم لها بعض المال. تذهب إبتسام لعمتها المقيمة بمدينة قوص ولا تجدها فتتوجه إلى «درب الرهبة». تلتقي إبتسام بالشاب محمد مسعد (صلاح السعدني) الموظف بالمحكمة والذي كان في شبابه يكتب الشعر ويمارس السياسة ثم توقف بعد دخوله المعتقل، ومدير الفندق فتحي الأسمر (حسن الأسمر) المغني وعازف العود الذي فشل في تقديم فنه للمستمعين. تقضي إبتسام مع الشبان الثلاثة بعض الوقت ويحاول عادل التقرب منها، وأيضا يفعل محمد مسعد الذي يحوذ على ثقتها وتعترف له بقصتها ويعدها بمساعدتها. يلجأ مسعد إلى صديقه المحامي طه أبو المجد (رأفت راجي) الذي يتعهد بتقديم طعن في الحكم الصادر ضد إبتسام بالسجن لمدة عام، ولكنه يحتاج شهادة كمال شهدي، ويسافر مسعد ويلتقي بالصحفي الشهير الذي يحاول التملص. عند عودة مسعد إلى الأقصر يتم القبض علية، ويحصل منه ضابط المباحث مجدي (حسين الشريف)، بعد التهديد والضغط، على مكان إبتسام التي كانت قد تزوجت من عادل منذ ليلة واحدة وفشل معها في ليلته الأولى. تهاجم الشرطة فندق «درب الرهبة» ولا تعثر على إبتسام ويكتشف عادل أن زوجته هاربة من قضية آداب. يسارع عادل إلى بيت الزوجية ويطلق إبتسام ويطردها، وتلتقي بمحمد مسعد الذي يعاتبها على تسرعها بالزواج من عادل، وتشرح له كيف كان هذا الزواج لحمايتها من طلب عادل دعوتها للفراش دون زواج. يتواصل كمال شهدي مع شخصيات نافذة وينطلق رجال الشرطة للبحث عن إبتسام التي تلوذ بالفرار بمساعدة الشبان الثلاثة. يدعو رئيس الوزراء الصحفي شهدي لمرافقته لإفتتاح معبد الأقصر ويضطر لقبول الدعوة وهناك وأثناء الزيارة يصل محمد مسعد وعادل والأسمر بصحبة إبتسام لفضح شهدي ولكن رجال الشرطة يتصدوا لهم وتستل إبتسام مطواة سقط على الأرض وتغمدها في ظهر كمال شهدي.

## إنتاج الفيلم
حدث، أثناء تصوير فيلم «درب الرهبة» تصوير بعض المشاهد في مركب في النيل وقال المغني الشعبي حسن الأسمر (1959 - 2011) عن ذكريات التصوير: «كنا بنصور مشهد في النيل، أخدنا مركب وكان معانا الأساتذة نبيلة عبيد وصلاح السعدني وأحمد بدير والمخرج علي عبد الخالق، واحنا بنصوّر اكتشفنا إنّنا تُهنا في البحر»، وخرج خفر السواحل للبحث عن مركب الممثلين وطاقم التصوير بعد أن أبلغ باقي العاملين بالفيلم عن تأخر المركب. ويستطرد الأسمر قائلاً: «وإحنا تايهين حسينا بالجوع، كان عدى ساعتين ولا 3، كنا بنكلم الناس في الفنادق العايمة اللي حوالينا، سلموا علينا وازيك يا مدام نبيلة وازيك يا أستاذ حسن، فكنت بقول لهم مفيش حاجة حلوة كده، فكانوا يحدفو لنا تفاحاية ولا حاجة وأكلنا لحد ما رجعنا.»

## وصلات خارجية
- درب الرهبة على موقع الدهليز
- درب الرهبة على موقع قاعدة بيانات الأفلام العربية
- درب الرهبة على موقع الدهليز
- درب الرهبة على موقع كاروهات

https://www.tvguide.com/movies/darb-al-rahba/tv-listings/2000255082/ درب الرهبة (فيلم)
https://www.youtube.com/watch?v=y6tWJm05Egc درب الرهبة (فيلم)
https://www.youtube.com/watch?v=fQ9gUGscd9c درب الرهبة (فيلم)
https://www.youtube.com/watch?v=32gEYZbhei0 درب الرهبة (فلم)